# Stephanie Cook
Stephanie "Steph" Cook MBE (Irvine, 7 de fevereiro de 1972) é uma médica, ex-atleta, campeã mundial e a primeira campeã olímpica do pentatlo moderno feminino.
Cook começou no remo e na corrida de longa distância na Universidade de Cambridge e só passou a competir no pentatlo moderno já como estudante de medicina na Universidade de Oxford. Foi presidente da Associação de Pentatlo Moderno de Oxford entre 1995 e 1996 e a partir de 1998, quando conquistou uma medalha de prata integrando a equipe britânica no Campeonato Mundial de Pentatlo Moderno, colocou temporariamente a carreira em segundo plano para se dedicar totalmente ao esporte, sendo apoiada e monitorada por um cirurgião vascular, Dr. Mark Whiteley.
Sendo extremamente forte na corrida, Cook participou do pentatlo em Sydney 2000, a primeira vez que esta modalidade foi incluída nos Jogos para as mulheres e conquistou a medalha de ouro, depois de ultrapassar mais de seis adversárias no combinado da etapa final da prova, tirando quase um minuto de diferença com relação à líder e chegando 3s na frente da segunda colocada. No ano seguinte tornou-se campeã europeia e mundial e encerrou sua carreira esportiva para se dedicar novamente à medicina. Em 2002, sua vida foi retratada no mais popular programa biográfico da televisão britânica, This is Your Life.
Em 2001, foi condecorada pela Rainha Elizabeth II com a Ordem do Império Britânico por serviços prestados aos esporte e ao pentatlo moderno nacional.